# Aostadalen
Aostadalen (italienska: Valle d'Aosta, franska: Vallée d'Aoste, frankoprovensalska: Val d'Outa) är en bergig autonom region i nordvästra Italien. Regionen gränsar i väst mot Auvergne-Rhône-Alpes, Frankrike, i nord mot Valais, Schweiz och i syd och öst mot Piemonte. Regionens huvudstad är Aosta.
Regionen hade cirka 123 300 invånare (2022), på en yta av 3 261 km². Det gör Aostadalen till den minst tätbefolkade regionen i Italien. Regionen saknar indelning i provinser, sedan provinsen Aosta avvecklades 1945.
Italienska och franska är officiella språk, även om många av den infödda befolkningen också pratar valdôtain (en dialekt av frankoprovensalska) som sitt modersmål, och hälften av befolkningen kan alla tre språken. I kommuner där walserfolket lever förekommer också en variant av schweizertyska.
Aostadalen är en av fem regioner i Italien med särskild självständighetsstatus.

## Historia
De första invånarna i dalen var kelter och ligurer, vilkas språk finns kvar i vissa lokala ortnamn. Rom erövrade regionen från de lokala salasserna omkring 25 f.Kr. och skapade Augusta Prætoria Salassorum (moderna Aosta) för att säkerställa sin makt i de strategiska bergspassen. Det gick ut på att bygga broar och vägar genom bergen. Det italienska namnet Valle d'Aosta betyder Augustus dal.
År 1031-1032 fick Humbert I av Savojen (grundaren av huset Savojen) titeln greve av Aosta från den tysk-romerske kejsaren Konrad II av den frankiska linjen och byggde sig en upphöjd befästning på Bard. Sankta Anselm av Canterbury var född i Aosta år 1033 eller 1034. I mitten av 1200-talet upphöjde kejsar Fredrik II grevskapet Aosta till ett hertigdöme och hertigdömets vapen med ett lejon på ingick i Savojens vapen till Italiens enande 1870.
Regionen förblev i huset Savojens ägo, med undantag för de franska ockupationerna mellan 1539 och 1563, senare år 1691 och även mellan 1704 och 1706. Regionen var också styrd av det Första franska kejsardömet mellan 1800 och 1814. Under den franska tiden var Aosta en del av Aoste arrondissement i departementet Doire. Som en del av Kungariket Sardinien gick Aosta med i det nya Kungariket Italien år 1861.

## Geografi
Aostadalen är en alpin dal som med sina sidodalar omfattar de italienska sluttningarna till Mont Blanc (Monte Bianco på italienska), Monte Rosa, Gran Paradiso, Matterhorn (Cervino på italienska), varav den högsta toppen är på Mont Blanc. Området avvattnas huvudsakligen av den nästan 170 kilometer långa floden Dora Baltea som transporterar smältvatten från alperna till Po som den når i Piemonte. En stor del av området söder om Dora Baltea utgörs av en nationalpark, Il Parco Nazionale del Gran Paradiso som omfattar över 70 000 hektar.
Regionen är väldigt kall på vintern, särskilt jämfört med andra platser i Västalperna. Dalen ligger på ungefär 1 300 meter över havet.

## Turism
I Aostadalen finns det många kända skidorter som Champoluc, Gressoney, Courmayeur, Cervinia och Pila.

## Administration
Aostadalen är indelad i 74 kommuner, men den är inte indelad i några provinser. Provinsiella administrativa funktioner sköts av den regionala regeringen.